# Ingvild Kjerkol
Ingvild Kjerkol (née le 18 mai 1975 à Stjørdal) est une femme politique norvégienne, membre du Parti travailliste (Ap).
Elle est députée au Storting depuis 2013 et ministre de la Santé et des Services de soins de 2021 à 2024.